# Laténa
Laténa är en kommun i kantonen Neuchâtel i Schweiz. Kommunen har 11 698 invånare (2023), på en yta av 25,86 km². Huvudort är Saint-Blaise.
Kommunen skapades den 1 januari 2025 genom sammanslagningen av de tidigare kommunerna Enges, Hauterive, La Tène och Saint-Blaise. La Tène bestod av orterna Marin-Epagnier, Thielle och Wavre.